# Death Tank
Death Tank est un jeu vidéo d'artillerie développé par Lobotomy Software, sorti en 1996 sur Saturn.
Il est cité dans Les 1001 jeux vidéo auxquels il faut avoir joué dans sa vie.